# Мартин Зубименди
Мартин Зубименди Ибањез (шп. Martín Zubimendi Ibáñez; Сан Себастијан, 2. фебруар 1999) је шпански фудбалер који тренутно наступа за Арсенал. Игра на позицији везног играча.

## Успеси
Реал Сосиједад
- Куп Шпаније (1): 2019/20.[7]

 Шпанија до 23
- Летње олимпијске игре:  2020.[8]

 Шпанија
- Европско првенство (1):  2024.[9]
- Лига нација (1) :  2022/23.[10]